# Limbaži (distrito)
Limbaži (letão: Limbažu rajons) é um distrito da Letônia localizado na região de Riga. Sua capital e cidade principal é  Limbaži.
O distrito está localizado no norte do país na costa do mar Báltico. Faz limites com o distrito de Rīga no sul, distrito de Valmiera no leste, Estônia no norte e golfo de Riga no oeste.